# 尤哈·瓦伊尼奥

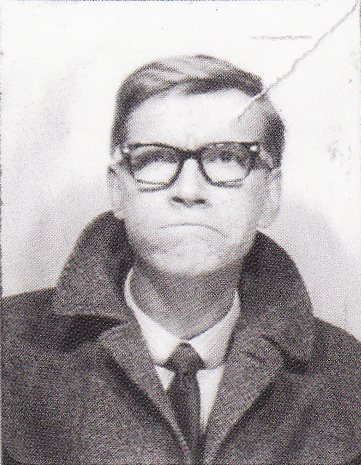
尤哈·瓦伊尼奥

尤哈·瓦伊尼奥（芬蘭語：Juha Vainio，1938年5月5日—1990年10月29日），芬兰歌手、作曲家、音乐剧韵诗翻译家。他创作了100多首歌曲，以及翻译或创作了上千首韵诗，被芬兰的众多歌手所演唱。从1963年首次登台开始到1980年代，他本人也是一名优秀的歌手。
瓦伊尼奥最受欢迎的歌曲受到他童年在海港城市科特卡的生活经历的影响，旋律中带有一种淡淡的忧伤，同时也具有青春的气息和慢慢成长的感觉。在“Kotkan poikii ilman siipii”和“Albatrossi”等歌曲中明显能感受到这一点。他在60年到到70年代的许多早期作品中却带有一种活泼，体现了他个性中幽默的一面。
瓦伊尼奥的作品对芬兰当代流行音乐有着持续的影响。例如2003年度发行了一张瓦伊尼奥歌曲的翻唱专辑。